# Guzmania mosquerae
Guzmania mosquerae är en gräsväxtart som först beskrevs av Marx Carl Ludwig Ludewig Wittmack, och fick sitt nu gällande namn av Carl Christian Mez. Guzmania mosquerae ingår i släktet Guzmania och familjen Bromeliaceae. Inga underarter finns listade i Catalogue of Life.